# 604 a. C.
El año 604 a.C. fue un año del calendario romano pre-juliano. En el Imperio Romano, fue conocido como el año 150 Ab Urbe condita.

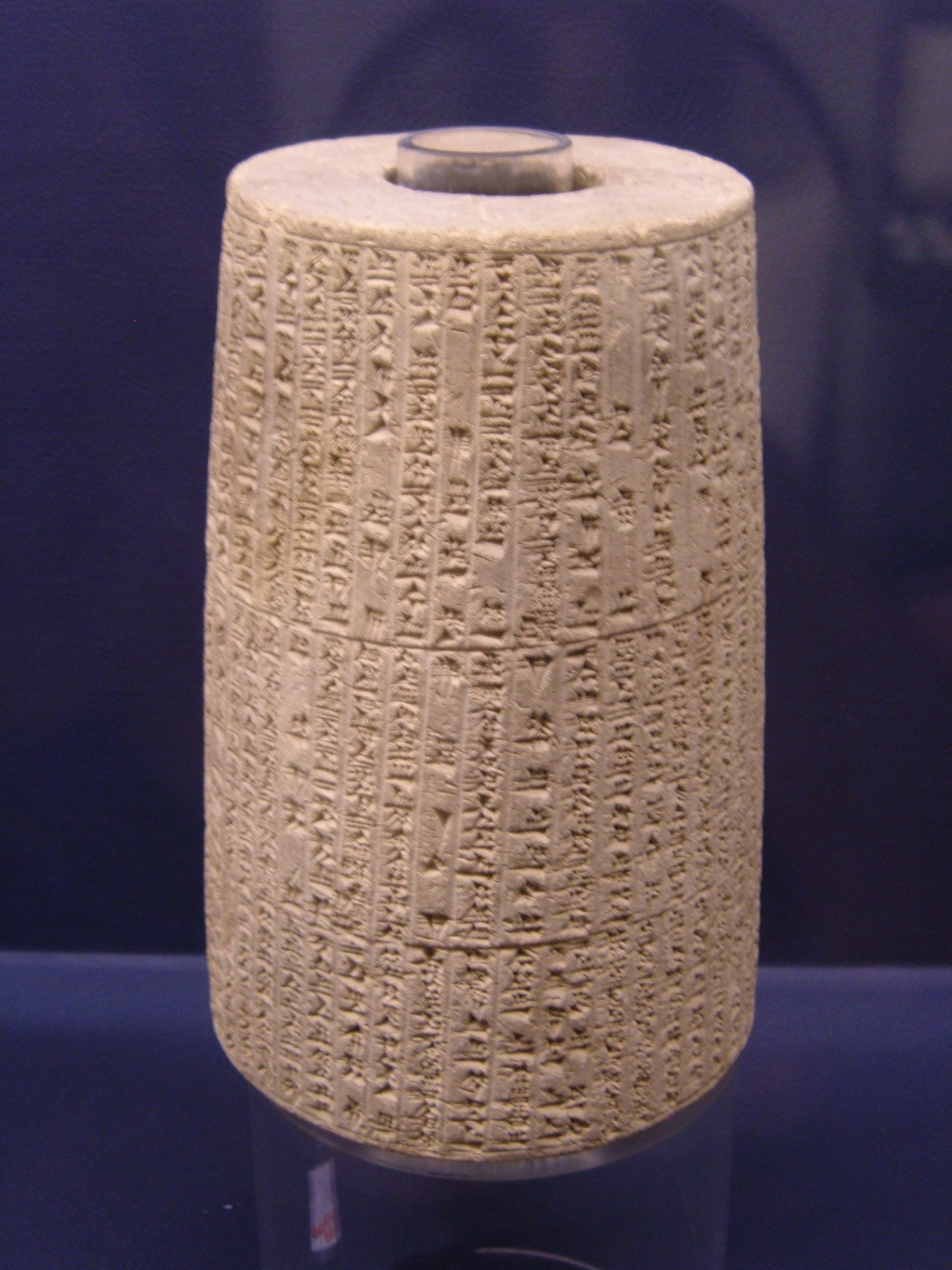
Cilindro de la época de Nabucodonosor II, quien conquistó territorios con costas en el mar Mediterráneo.

## Acontecimientos
- Babilonia consigue tener costa en el Mediterráneo.

- Datos: Q247288